# Lekkoatletyka na Światowych Wojskowych Igrzyskach Sportowych 2019 – maraton mężczyzn
Maraton mężczyzn – jedna z konkurencji biegowych rozegranych w dniu 27 października 2019 roku podczas 7. Światowych Wojskowych Igrzyskach Sportowych na kompleksie sportowym WH FRSC Stadium w Wuhanie.

## Terminarz
| Data                      | Godzina (UTC+08:00) | Wydarzenie |
| ------------------------- | ------------------- | ---------- |
| 27 października 2019(dts) | 8:00                | Finał      |

## Rekordy
Tabela prezentuje rekord świata, a także rekord Igrzysk wojskowych (CSIM) przed rozpoczęciem mistrzostw.
|                                   | Zawodnik             | Wynik   | Miejsce | Data                      |
| --------------------------------- | -------------------- | ------- | ------- | ------------------------- |
| Rekord świata                     | Dennis Kimetto       | 2:02:57 | Berlin  | 28 września 2014(dts)     |
| Rekord Igrzyska wojskowych (CSIM) | Mubarak Hassan Shami | 2:09:22 | Wenecja | 23 października 2005(dts) |

## Uczestnicy
Jedno państwo mogło wystawić 4 zawodników. Dla zespołu, do klasyfikacji drużynowej zaliczano wyniki trzech zawodników z najlepszymi czasami (medale otrzymywało 4 zawodników). Do zawodów zgłoszonych zostało 97 maratończyków reprezentujących 44 kraje, sklasyfikowanych na mecie zostało 84, zdyskwalifikowano na trasie dwóch, a 5 nie ukończyło biegu oraz 5 lekkoatletów nie stawiło się na  starcie. Polskę reprezentowali Henryk Szost (indywidualnie 5. miejsce), Arkadiusz Gardzielewski (6.), Marcin Chabowski (7.) oraz Mariusz Giżyński (11.), którzy zwyciężyli drużynowo na tym dystansie, zdobyli złoty medal, powtórzyli wynik z Mungyeongu 2015
.

## Medaliści

### Indywidualnie
| Złoto                   | Srebro                    | Brąz                     |
| Shumi Dechasa · Bahrajn | Alphonce Simbu · Tanzania | John Hakizimana · Rwanda |

### Drużynowo
| Złoto | Srebro | Brąz |
| Polska · Henryk Szost – 2:13:00 (5.) · Arkadiusz Gardzielewski – 2:13:31 (6.) · Marcin Chabowski – 2:16:43 (7.) · Mariusz Giżyński – 2:17:21 (11.) | Korea Północna · Pak Kum-dang – 2:17:04 (9.) · Kim Kwang-hyok – 2:18:03 (14.) · Ri Yong-nam – 2:18:13 (17.) | Francja · James Theuri – 2:17:12 (10.) · Matthias Eymard – 2:17:51 (13.) · Romain Courcières – 2:18:31 (19.) · Mathieu Brulet – 2:27:32 (36.) |

## Rezultaty

### Indywidualnie
| Wyniki indywidualne zawodników | Wyniki indywidualne zawodników   | Wyniki indywidualne zawodników | Wyniki indywidualne zawodników | Wyniki indywidualne zawodników |
| Pozycja                        | Zawodnik                         | Państwo                        | Czas                           | Uwagi                          |
| ------------------------------ | -------------------------------- | ------------------------------ | ------------------------------ | ------------------------------ |
| 01 !                           | Shumi Dechasa                    | Bahrajn                        | 2:08:28                        | CR                             |
| 02 !                           | Alphonce Simbu                   | Tanzania                       | 2:11:16                        |                                |
| 03 !                           | John Hakizimana                  | Rwanda                         | 2:11:19                        |                                |
| 4.                             | Tseweenrawdangiin Bjambadschaw   | Mongolia                       | 2:12:56                        |                                |
| 5.                             | Henryk Szost                     | Polska                         | 2:13:00                        |                                |
| 6.                             | Arkadiusz Gardzielewski          | Polska                         | 2:13:31                        |                                |
| 7.                             | Marcin Chabowski                 | Polska                         | 2:16:43                        |                                |
| 8.                             | Kyle King                        | Stany Zjednoczone              | 2:16:56                        |                                |
| 9.                             | Pak Kum-dang                     | Korea Północna                 | 2:17:04                        |                                |
| 10.                            | James Theuri                     | Francja                        | 2:17:12                        |                                |
| 11                             | Mariusz Giżyński                 | Polska                         | 2:17:21                        |                                |
| 12                             | Choi Min-yong                    | Korea Południowa               | 2:17:50                        |                                |
| 13                             | Matthias Eymard                  | Francja                        | 2:17:51                        |                                |
| 14                             | Kim Kwang Hyok                   | Korea Północna                 | 2:18:03                        |                                |
| 15                             | Godiraone Nthompe                | Botswana                       | 2:18:10                        |                                |
| 16                             | Armin Rene Flueckiger            | Szwajcaria                     | 2:18:10                        |                                |
| 17                             | Ri Yong Nam                      | Korea Północna                 | 2:18:13                        |                                |
| 18                             | Mauricio Flandez                 | Chile                          | 2:18:16                        |                                |
| 19                             | Romain Courcieres                | Francja                        | 2:18:31                        |                                |
| 20                             | Leslie Encina                    | Chile                          | 2:19:49                        |                                |
| 21                             | Kim Jiho                         | Korea Południowa               | 2:19:56                        |                                |
| 22                             | Patrick Hearn                    | Stany Zjednoczone              | 2:20:28                        |                                |
| 23                             | Shin Kwangsik                    | Korea Południowa               | 2:20:39                        |                                |
| 24                             | Steffen Justus                   | Niemcy                         | 2:21:24                        |                                |
| 25                             | Krishna Bahadur Basnne           | Nepal                          | 2:21:25                        |                                |
| 26                             | Odkhuu Gal Erdene                | Mongolia                       | 2:22:04                        |                                |
| 27                             | Samson Mutua                     | Stany Zjednoczone              | 2:22:17                        |                                |
| 28                             | Manuel Gustavo Canar Sandoval    | Ekwador                        | 2:23:12                        |                                |
| 29                             | Valentin Betoudji                | Czad                           | 2:23:15                        |                                |
| 30                             | Hamza Aydogan                    | Turcja                         | 2:24:38                        |                                |
| 31                             | Mitrica Leonard Albert           | Rumunia                        | 2:26:21                        |                                |
| 32                             | Marco Antonio Erazo Montero      | Ekwador                        | 2:26:29                        |                                |
| 33                             | Ilja Kutsarov                    | Bułgaria                       | 2:26:38                        |                                |
| 34                             | Walter Gilberto Silva Campoverde | Ekwador                        | 2:26:49                        |                                |
| 35                             | Edward Mwanza                    | Zambia                         | 2:27:25                        |                                |
| 36                             | Mathieu Brulet                   | Francja                        | 2:27:32                        |                                |
| 37                             | Lkhagva Lkhagvasuren             | Mongolia                       | 2:27:39                        |                                |
| 38                             | Antonio Burgos Lebrija           | Hiszpania                      | 2:27:43                        |                                |
| 39                             | Mustafa Incesu                   | Turcja                         | 2:27:59                        |                                |
| 40                             | Javier Munoz Garcia              | Hiszpania                      | 2:28:21                        |                                |
| 41                             | Bart Borghs                      | Belgia                         | 2:28:58                        |                                |
| 42                             | Djuro Borbelij                   | Serbia                         | 2:29:23                        |                                |
| 43                             | Hussein Awada                    | Liban                          | 2:30:03                        |                                |
| 44                             | Jimmy Maurice Bultnick           | Belgia                         | 2:30:22                        |                                |
| 45                             | Gino van Gevte                   | Belgia                         | 2:31:06                        |                                |
| 46                             | Joel Andrew Maley                | Kanada                         | 2:31:39                        |                                |
| 47                             | Modesto Ricardo Dominguez        | Hiszpania                      | 2:31:48                        |                                |
| 48                             | Mehmet Soyturk                   | Turcja                         | 2:31:58                        |                                |
| 49                             | Edward Mwale                     | Zambia                         | 2:32:07                        |                                |
| 50                             | Quoc Luong Trinh                 | Wietnam                        | 2:32:07                        |                                |
| 51                             | Mark Anthony Brown               | Kanada                         | 2:32:34                        |                                |
| 52                             | Jhon Hernando Chaux Males        | Kolumbia                       | 2:32:55                        |                                |
| 53                             | Luis Enrique Cacuango            | Ekwador                        | 2:35:15                        |                                |
| 54                             | The Anh Bui                      | Wietnam                        | 2:35:35                        |                                |
| 55                             | Gherorghe Constantin Surlea      | Rumunia                        | 2:36:12                        |                                |
| 56                             | ClaudiuL Cristian Florin Gorgan  | Rumunia                        | 2:36:52                        |                                |
| 57                             | Edwin de Netjs                   | Holandia                       | 2:37:02                        |                                |
| 58                             | Maris Abele                      | Łotwa                          | 2:37:45                        |                                |
| 59                             | Delane Thanda                    | Botswana                       | 2:37:79                        |                                |
| 60                             | Bejerano Garcia de Qutros        | Hiszpania                      | 2:38:22                        |                                |
| 61                             | Dave Maes                        | Belgia                         | 2:39:23                        |                                |
| 62                             | Ales Zontar                      | Słowenia                       | 2:39:44                        |                                |
| 63                             | Nenad Molosavljevic              | Serbia                         | 2:41:20                        |                                |
| 64                             | Maik Bueyuekkaya                 | Niemcy                         | 2:42:12                        |                                |
| 65                             | Michael Keil                     | Niemcy                         | 2:44:01                        |                                |
| 66                             | Peter Fagerstroem                | Szwecja                        | 2:44:08                        |                                |
| 67                             | Nikola Spoljar                   | Chorwacja                      | 2:44:12                        |                                |
| 68                             | Sven Remakel                     | Luksemburg                     | 2:45:04                        |                                |
| 69                             | Renato Dorzi                     | Albania                        | 2:45:17                        |                                |
| 70                             | Scott Douglas Galt               | Kanada                         | 2:45:47                        |                                |
| 71                             | Kaliko Mpande                    | Zambia                         | 2:46:39                        |                                |
| 72                             | Andreas Magnusson                | Szwecja                        | 2:47:38                        |                                |
| 73                             | Danijel Katalenic                | Chorwacja                      | 2:49:10                        |                                |
| 74                             | Thierry Majerus                  | Luksemburg                     | 2:50:40                        |                                |
| 75                             | Michael Bergeron                 | Kanada                         | 2:50:55                        |                                |
| 76                             | Tobias Bredhamammar              | Szwecja                        | 2:51:58                        |                                |
| 77                             | Anrei Marius Crainic             | Rumunia                        | 2:52:29                        |                                |
| 78                             | Ivan Gerencir                    | Chorwacja                      | 2:56:19                        |                                |
| 79                             | Igor Jakimovski                  | Macedonia Północna             | 2:57:19                        |                                |
| 80                             | Myo Min Thein                    | Mjanma                         | 2:58:50                        |                                |
| 81                             | Julio Jaimes                     | Wenezuela                      | 3:05:29                        |                                |
| 82                             | Soe Paing                        | Mjanma                         | 3:08:29                        |                                |
| 83                             | Zaim Suman                       | Bośnia i Hercegowina           | 3:10:47                        |                                |
| 84                             | Wa Lukonda Samuel Lukonda        | Demokratyczna Republika Konga  | 3:12:51                        |                                |
| -                              | Mayele Mashini                   | Demokratyczna Republika Konga  | DSQ                            |                                |
| -                              | Nkoy Voka                        | Demokratyczna Republika Konga  | DSQ                            |                                |
| -                              | Wa Kalumba Delphin Kalumba       | Demokratyczna Republika Konga  | DNF                            |                                |
| -                              | Blazo Maksimovic                 | Serbia                         | DNF                            |                                |
| -                              | Jafar Ezekiel                    | Tanzania                       | DNF                            |                                |
| -                              | Atef Saad                        | Tunezja                        | DNF                            |                                |
| -                              | Mathews Mutanya                  | Zambia                         | DNF                            |                                |
| -                              | Parviz Gohari Rad                | Iran                           | DNS                            |                                |
| -                              | Mohammad Jafar Moradi            | Iran                           | DNS                            |                                |
| -                              | Aljaafari Yahya                  | Arabia Saudyjska               | DNS                            |                                |
| -                              | Ilia Punicz                      | Rosja                          | DNS                            |                                |
| -                              | Christian Manga                  | Senegal                        | DNS                            |                                |
| -                              | Wilmer Contrras                  | Wenezuela                      | DNS                            |                                |

Źródło: Wuhan

### Drużynowo
| Wyniki drużyn | Wyniki drużyn                 | Wyniki drużyn | Wyniki drużyn | Wyniki drużyn |
| Pozycja       | Państwo                       | Zawodnicy | Czas          | Uwagi         |
| ------------- | ----------------------------- | --- | ------------- | ------------- |
| 01 !          | Polska                        | Henryk Szost – 2:13:00 (5.), Arkadiusz Gardzielewski – 2:13:31 (6.), Marcin Chabowski – 2:16:43 (7.), Mariusz Giżyński – 2:17:21 (11.)                                                       | 6:43:14       |               |
| 02 !          | Korea Północna                | Pak Kum-dang – 2:17:04 (9.), Kim Kwang-hyok – 2:18:03 (14.), Ri Yong-nam – 2:18:13 (17.) | 6:53:20       |               |
| 03 !          | Francja                       | James Theuri – 2:17:12 (10.), Matthias Eymard – 2:17:51 (13.), Romain Courcières – 2:18:31 (19.), Mathieu Brulet – 2:27:32 (36.)                                                             | 6:53:34       |               |
| 4             | Korea Południowa              | Choi Min-yong – 2:17:50 (12.), Kim Ji-ho – 2:19:56 (21.), Shin Kwang-sik – 2:20:39 (23.) | 6:58:25       |               |
| 5             | Stany Zjednoczone             | Kyle King – 2:16:56 (8.), Patrick Hearn – 2:20:28 (22.), Samson Mutua – 2:22:17 (27.) | 6:59:41       |               |
| 6             | Mongolia                      | Tseweenrawdangiin Bjambadschaw – 2:12:56 (4.), Odkhuu Galerdene – 2:22:04 (26.), Lkhagvasuren Lkhagva – 2:27:39 (37.)                                                                        | 7:02:39       |               |
| 7             | Ekwador                       | Manuel Gustavo Cañar Sandoval – 2:23:12 (28.), Marco Antonio Erazo Montero – 2:26:29 (32.), Walter Gilberto Silva Campoverde – 2:26:49 (34.), Luis Enrique Cacuango Cacuango – 2:35:15 (53.) | 7:16:30       |               |
| 8             | Turcja                        | Hamza Aydoğan – 2:24:38 (30.), Mustafa İncesu – 2:27:59 (39.), Mehmet Soytürk – 2:31:58 (48.)                                                                                                | 7:24:35       |               |
| 9             | Hiszpania                     | Antonio Burgos Lebrija – 2:28:58 (38.), Javier Munoz Garcia – 2:28:21 (40.), Modesto Ricardo Alvarez Dominguez – 2:31:48 (47.), Bejarno Garcia de Quios – 2:38:22 (60.)                      | 7:27:52       |               |
| 10            | Belgia                        | Bart Borgh – 2:27:43 (41.), Jimmy Maurice Bultinc – 2:30:22 (44.), Gino van Geyte – 2:31:06 (45.), Dave Maes – 2:39:23 (61.)                                                                 | 7:30:26       |               |
| 11            | Rumunia                       | Leonard Albert Mitrica, Gheorghe Constantin Surlea, Claudiu Cristian Fflorin Soytürk, Anrei Marius Crainic                                                                                   | 7:39:25       |               |
| 12            | Zambia                        | Edward Mwanza, Edward Mwale, Kaliko Mpande, Mathews Mutanya = DNF | 7:46:11       |               |
| 13            | Niemcy                        | Steffen Justus, Maik Bueyuekkaya, Michael Keil | 7:47:37       |               |
| 14            | Kanada                        | Joel Andrew Maley, Mark Anthony Brown, Scott Douglas Galt, Michael Bergeron | 7:50:00       |               |
| 15            | Szwecja                       | Peter Fagerstroem, Andreas Magnusson, Tobias Bredhamammar | 8:23:44       |               |
| 16            | Chorwacja                     | Nikola Spoljar, Danijel Katalenic, Ivan Gerencir | 8:29:41       |               |
| 17            | Serbia                        | Djuro Borbelj, Nenad Molosavljevic, Blazo Maksimovic = DNF | 5:10:43       |               |
| 18            | Demokratyczna Republika Konga | Wa Lukonda Samuel Lukonda, Mayele Mashini = DSQ, Nkoy Voka = DSQ, Wa Kalumba Delphin Kalumba = DNF                                                                                           | 3:12:51       |               |

Źródło: Wuhan

## Klasyfikacja medalowa
* Gospodarz zawodów został zaznaczony tym kolorem.
| Miejsce           | Reprezentacja     | Złoto | Srebro | Brąz | Razem |
| ----------------- | ----------------- | ----- | ------ | ---- | ----- |
| 1                 | Polska            | 1     | 0      | 0    | 1     |
| 1                 | Bahrajn           | 1     | 0      | 0    | 1     |
| 3                 | Korea Północna    | 0     | 1      | 0    | 1     |
| 3                 | Tanzania          | 0     | 1      | 0    | 1     |
| 5                 | Francja           | 0     | 0      | 1    | 1     |
| 5                 | Rwanda            | 0     | 0      | 1    | 1     |
| Ogółem (6 państw) | Ogółem (6 państw) | 2     | 2      | 2    | 6     |